# ثورة التوليب
ثورة التوليب أو ثورة السوسن أو ثورة الزنبق أو ثورة الأقحوان أو ثورة الليمون هي واحدة من ما أطلق عليه اسم الثورات الملونة. وانطلقت بحركة الاحتجاجات في قيرغيزيا في 25 مارس 2005، التي أدت إلى خلع الرئيس عسكر آكاييف وتعيين كرمان بيك بكاييف قائمًا بأعمال رئيس الجمهورية ورئيسًا للحكومة القيرغيزية المؤقتة ومن ثم انتخابه في يوليو 2005 رئيسًا للجمهورية القيرغيزية. اعتبرت أحداث أبريل 2010 (أطلق البعض عليها اسم ثورة الوقود في قيرغيزيا) التي أدت إلى خلع بكاييف نقطة النهاية لهذه الثورة.